# Carl Friedrich Buchholz

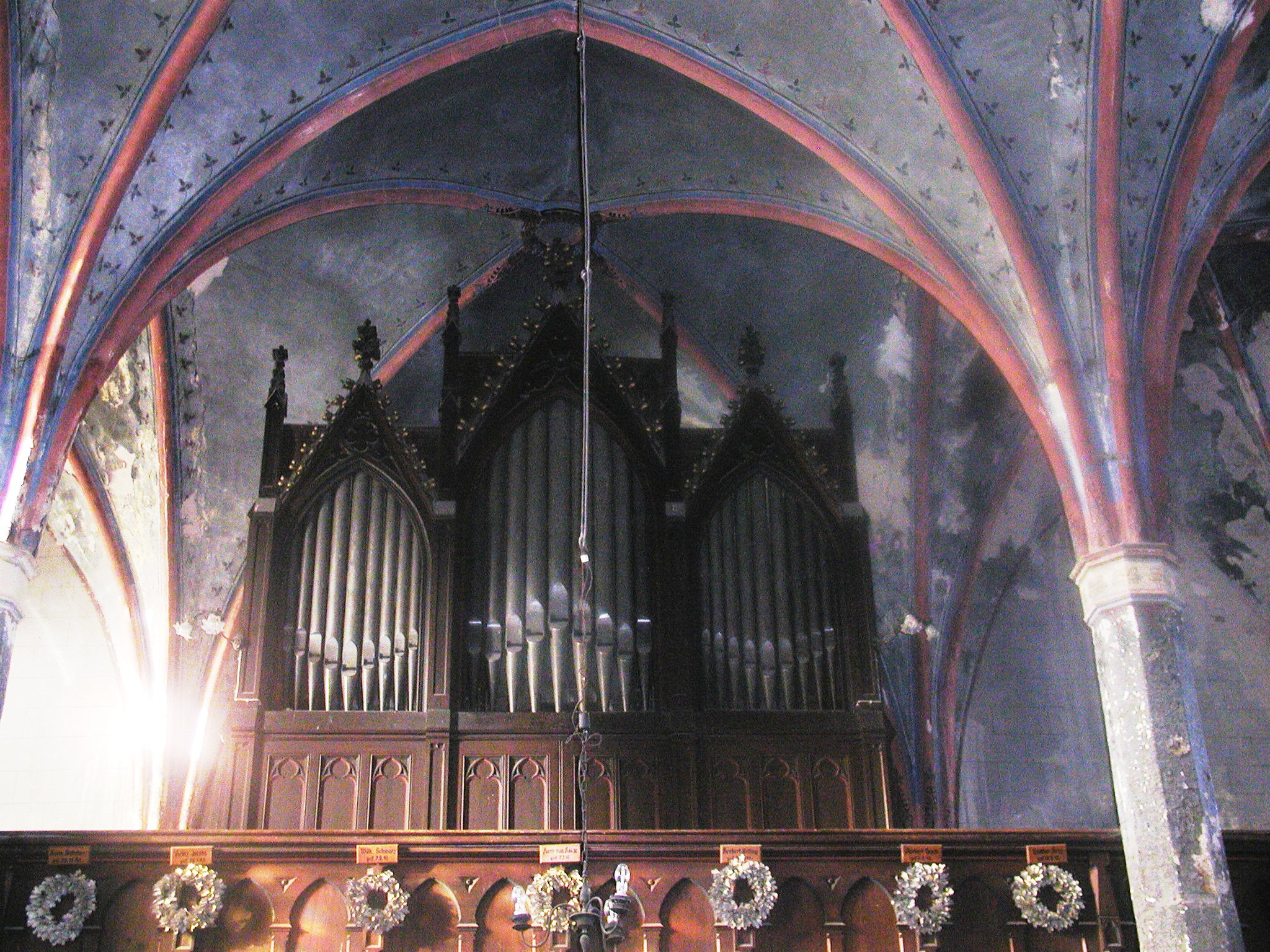
Orgel in Klein Oschersleben (1872 von C. F. Buchholz und C. A. Buchholz)

Carl Friedrich Buchholz (* 21. September 1826 in Berlin; † 17. Februar 1885 ebenda) war ein deutscher Orgelbauer.

## Leben und Wirken
Carl Friedrich Buchholz wurde als Sohn des Orgelbauers Carl August Buchholz in Berlin geboren. Er heiratete am 24. Mai 1851 Emma Heinrich. Er war künstlerisch unbedeutender als sein Vater und starb sechs Monate nach diesem.
Eigenständige Orgelbauten von Carl Friedrich Buchholz sind nicht bekannt. Eine genaue Liste aller Werke findet sich im Artikel Carl August Buchholz. Für den Pariser Orgelbauer Aristide Cavaillé-Coll, dessen Firma nach jenem seines Vaters sein zweiter Lehrbetrieb war, stellte er in Quimper eine Orgel mit 40 Registern auf drei Manualen und Pedal auf.